# Michał Tomaszczyk
Michał Tomaszczyk (ur. 1986 w Szczytnie) – polski muzyk, kompozytor i aranżer, puzonista. Absolwent Akademii Muzycznej im. Karola Szymanowskiego w Katowicach. Lider i założyciel kwartetu Biotone. W 2012 roku uzyskał wraz z zespołem nominację do nagrody polskiego przemysłu fonograficznego Fryderyka w kategorii Jazzowy fonograficzny debiut roku. Muzyk jest również członkiem zespołów J4zz PuZone, Salsa Central i Konglomerat Big Band. Tomaszczyk współpracował ponadto m.in. z takimi wykonawcami jak: Marcin Masecki, Krzysztof Herdzin, José Torres, Zbigniew Namysłowski, Tomasz Stańko oraz Andrzej Smolik.

## Dyskografia
| Tytuł                                                           | Rok  |
| --------------------------------------------------------------- | ---- |
| Fisz, Emade – Heavi Metal                                       | 2008 |
| Jose Torres y Salsa Tropical – Torres Salsa Carnaval            | 2010 |
| Biotone – Unspoken Words                                        | 2011 |
| Babooshki – Kolędy i szczedriwki                                | 2011 |
| Marcin Masecki – Polonezy                                       | 2013 |
| Babooshki – Vesna                                               | 2013 |
| Jarek Wist & Krzysztof Herdzin Big Band – Swinging with Sinatra | 2013 |
| Ten Typ Mes – Trzeba było zostać dresiarzem                     | 2014 |
| Ola Trzaska – All Around                                        | 2014 |
| Transkapela – Neon Fields                                       | 2014 |
| Komety – Paso Fino                                              | 2014 |
| Albo Inaczej                                                    | 2015 |
| Olga Boczar Music Essence – Little Inspirations                 | 2015 |

## Nagrody i wyróżnienia
| Rok  | Kategoria                         | Tytułem           | Nagroda                                                       | Nota      | Źródło |
| ---- | --------------------------------- | ----------------- | ------------------------------------------------------------- | --------- | ------ |
| 2009 | Tematy jazzowe                    | Michał Tomaszczyk | VI Konkurs Kompozytorski im.Krzysztofa Komedy w Słupsku       | Laur      | [ 9 ]  |
| 2010 | Najlepszy instrumentalista        | Michał Tomaszczyk | XIXeme Tremplin Jazz D’Avignon                                | Laur      | [ 9 ]  |
| 2010 | Najlepszy zespół                  | Biotone           | XIII Przegląd Młodych Zespołów Jazzowych i Bluesowych w Gdyni | Laur      | [ 9 ]  |
| 2012 | Jazzowy fonograficzny debiut roku | Biotone           | Fryderyki 2012                                                | Nominacja | [ 2 ]  |